# Hotel Europejski
Raffles Europejski Warsaw, communément appelé Hotel Europejski (The European Hotel), est un hôtel de luxe historique cinq étoiles situé dans le centre de Varsovie, en Pologne. Au moment de son ouverture en 1857, il était l'un des hôtels européens les plus modernes et luxueux.
Situé le long de la route royale, le bâtiment a été conçu par l'architecte polonais-italien Enrico Marconi, c'est depuis l'un des symboles architecturaux de Varsovie. Fortement endommagé pendant la Seconde Guerre mondiale, il a été entièrement reconstruit, à grands frais, tout au long des années 1950, en rouvrant en 1962. Maintenant géré par Raffles Hotels & Resorts, il a rouvert ses portes le 1er juin 2018 après d'importantes rénovations, avec 106 chambres, restaurant, bar, spa et pâtisserie (Lourse), ainsi que des bureaux aux deux derniers étages et un centre commercial de luxe.

## Présentation
Il est situé sur la route royale historique et à proximité de la vieille ville de Varsovie. Les installations comprennent une galerie d'art, un café et une pâtisserie. La taille et la forme des chambres varient et la plupart d'entre elles offrent une vue sur les quartiers historiques de Varsovie, notamment le Route royale et la place Pilsudski.

## Histoire

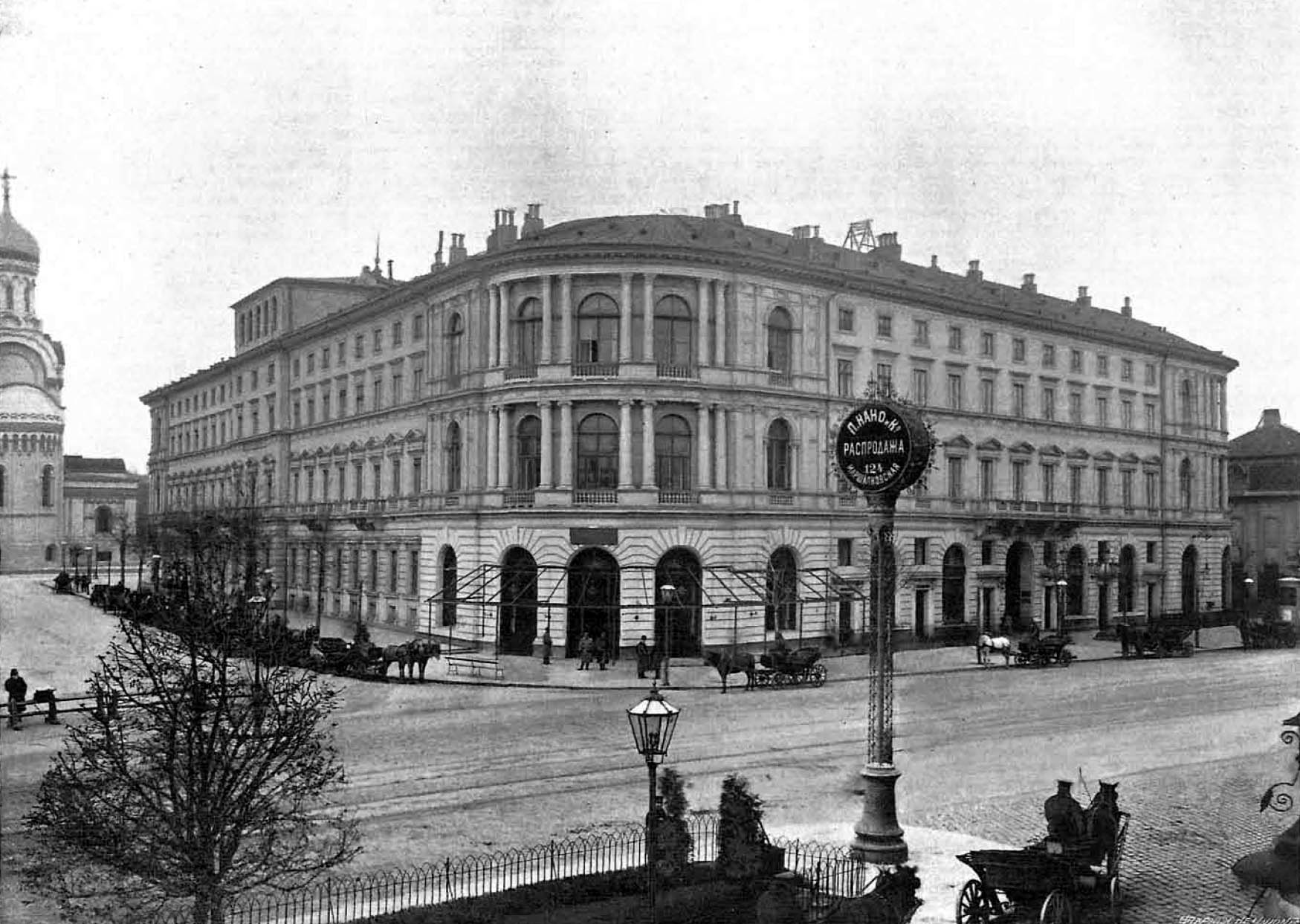
Hôtel Europejski tel qu'il est apparu avant la Première Guerre mondiale.

L'hôtel a ouvert ses portes le 1er janvier 1857. Conçu par Enrico Marconi, il était l'un des hôtels les plus luxueux de l' Empire russe, qui s'étendait de l'Europe à l'Alaska. À partir de 1915, l'architecte Antoni Jawornicki a été responsable de nombreuses améliorations de l'hôtel, notamment le déplacement de l'entrée principale et la construction de deux salles de bal dans la cour. En 1921, les propriétaires de l'hôtel, les familles Przeździecki et Czetwertyński ont formé la société anonyme, Hotel Europejski Spółka Akcyjna (HESA).
L'hôtel a été appelé l'hôtel Europäisches par les Allemands pendant l'occupation pendant la Seconde Guerre mondiale et utilisé pour loger exclusivement les officiers de la Wehrmacht tout en gardant une grande partie du personnel polonais d'avant-guerre. Il a été gravement endommagé après le soulèvement de Varsovie en décembre 1944 et janvier 1945 par les Allemands en retraite.
En 1945, après la libération de Varsovie, les propriétaires d'origine ont reçu l'autorisation du gouvernement de reconstruire l'hôtel et ont commencé par installer un restaurant dans la partie restante du bâtiment. Cependant, avant de pouvoir reconstruire tout l'hôtel, la propriété a été saisie par le gouvernement en 1948 à la suite des décrets de Bierut. Le bâtiment a été reconstruit entre 1949 et 1951 selon les plans de Bohdan Pniewski pour servir d'école militaire. Les principaux changements structurels comprenaient l'ajout d'une balustrade le long du toi et la reconstruction des parties en ruine de l'extérieur. De nombreux éléments restants de l'intérieur ont été supprimés, y compris le grand escalier et les salles de bal, les remplaçant par des dortoirs, des salles de classe et un gymnase. Le bâtiment a servi d'Académie politique militaire (Akademia Wojskowa Polityczna) de 1951 à 1954, puis de bureaux pour le ministère des Transports. En 1956, le gouvernement polonais a décidé de rendre le bâtiment à son ancienne activité hôtelière. De 1956 à 1957, le bâtiment, vidé, a été utilisé pour héberger des émigrants juifs d'Union soviétique.
Le bâtiment a ensuite été transféré à la société de tourisme d'État, Orbis, en 1957 et de nouveau reconverti en hôtel, Bohdan Pniewski étant à nouveau son architecte, avec Bohdan Kijowicz. L'hôtel qui en a résulté, avait 260 chambres et 13 suites. Il a rouvert ses portes le 2 juillet 1962 sous le nom d'Orbis Hotel Europejski. En 1965, le Golden Gate Quartet y a donné son seul concert en Pologne.
Au cours des décennies suivantes, certains des invités les plus célèbres de l'hôtel ont été : Robert Kennedy, Marlene Dietrich, les Rolling Stones, Indira Gandhi, Günter Grass, Artur Rubinstein, Mstislav Rostropovich, Czesław Miłosz et Lech Wałęsa.
Après la chute du communisme, en 1993, les héritiers des propriétaires d'origine de l'hôtel ont poursuivi la chaîne d'État "Orbis Hotels" pour le récupérer. L'affaire a duré 12 ans, Orbis ayant fait valoir le fait qu'elle avait construit le bâtiment actuel et y avait investi beaucoup d'argent. Les héritiers ont finalement obtenu gain de cause et l'hôtel a été fermé par Orbis le 30 juin 2005. Le transfert a été achevé le 1er septembre suivant. Alors que des préparatifs étaient prêts pour une restauration complète, des espaces au rez-de-chaussée ont été loués à des magasins et des cafés, et les anciennes chambres d'hôtel et appartements de l'immeuble ont été loués comme bureaux. La structure a par la suite été complètement fermée en 2013 en prévision d'une reconstruction imminente.

### Actuellement
La reconstruction a commencé en juillet 2013 et le bâtiment a rouvert ses portes en mai 2018 avec un hôtel de 106 chambres géré par Raffles Hotels & Resorts sous le nom de Raffles Europejski Varsovie et 6 500 m² de bureaux de classe A.